# Ecloge voor piano en strijkorkest
Ecloge voor piano en strijkorkest is een compositie van Gerald Finzi. Finzi begon in de jaren ’20 aan wat uiteindelijk zijn pianoconcert zou moeten worden. De componist begon met het middendeel, maar kwam niet tot voltooiing. In de jaren ’40 pakte Finzi de draad weer op, maar er bleef uiteindelijk maar één deel voltooid en zelfs dat werd niet gespeeld en gepubliceerd tijdens het leven van de componist. Pas vier maanden na zijn overlijden werd het gespeeld en nog wel tijdens een Herdenkingsconcert ten behoeve van Finzi zelf.
Finzi had zich geen zorgen hoeven maken over de populariteit van deze kleine pastorale, het werd een van zijn populairste stukken. Talloze combinaties hebben het werk opgenomen. Ook op YouTube is een aantal versies te zien. De muziek is laat-romantisch en zeer ingetogen. Naast de versie voor piano en strijkinstrumenten is er ook een versie voor twee piano’s.
Kathleen Long (pianist) en John Russell (dirigent) verzorgden met het Kalmar Kamerorkest uit Londen de eerste uitvoering op 27 januari 1957. Het programma bevatte uiteraard meer werken van Finzi:
- zijn versie van Richard Mudges Concert nr. 4 voor strijkorkest; Mudge was componist en leefde van 1718 tot 1763
- I said to love, een liederencycles op tekst van Thomas Hardy voor bariton en piano
- Ecloge
- Dies natalis

## Orkestratie
- solo piano
- violen, altviolen, celli, contrabassen